# Megachile vandeveldii
Megachile vandeveldii är en biart som först beskrevs av Meunier 1888.  Megachile vandeveldii ingår i släktet tapetserarbin, och familjen buksamlarbin. Inga underarter finns listade i Catalogue of Life.